# توم كانفاغ
توم كانفاغ هو منتج أفلام ومخرج وممثل كندي، ولد في 26 أكتوبر 1963 بأوتاوا في كندا.

## أعمال

### أفلام
- (2006) كيف تأكل الديدان المقلية

### مسلسلات
- البرق
- إد

## وصلات خارجية
- توم كانفاغ على موقع IMDb (الإنجليزية)
- توم كانفاغ على موقع ألو سيني (الفرنسية)
- توم كانفاغ على موقع أول موفي (الإنجليزية)
- توم كانفاغ على موقع قاعدة بيانات برودواي على الإنترنت (الإنجليزية)
- توم كانفاغ على موقع قاعدة بيانات برودواي على الإنترنت (الإنجليزية)
- توم كانفاغ على موقع قاعدة بيانات الأفلام السويدية (السويدية)
- توم كانفاغ على موقع إن إن دي بي (الإنجليزية)
- توم كانفاغ على موقع قاعدة بيانات الفيلم (الإنجليزية)
- توم كانفاغ على موقع كينوبويسك (الروسية)